# Akiko Hasegawa
Akiko Hasegawa (長谷川 明子?, Hasegawa Akiko; Prefettura di Niigata, 14 aprile ...) è una doppiatrice e cantante giapponese, affiliata con l'agenzia Arts Vision.
I suoi ruoli più celebri sono quelli di Miki Hoshii nel videogioco e nell'anime The Idolmaster e di Garnet in Shukufuku no Campanella

## Ruoli principali

### Anime
- Blessing of the Campanella (OAV) : Garnet
- Blessing of the Campanella (TV) : Garnet
- Copihan (ONA) : Sayu Mihashira
- the Idolmaster (TV) : Miki Hoshii
- The Idolmaster: Live For You! (OAV) : Miki Hoshii
- Ore-sama Kingdom: Gelände de Love Choco no Maki (OAV) : Nono Nonohara

### Videogiochi
- The Idolmaster : Miki Hoshii
- The Idolmaster 2 : Miki Hoshii
- Criminal Girls : Kisaragi
- Disgaea 2: Dark Hero Days : Sapphire Rhodonite
- Disgaea 3: Absence of Justice : Sapphire Rhodonite
- Disgaea 4: A Promise Unforgotten: Asagi
- Disgaea 5: Alliance of Vengeance: Sapphire Rhodonite
- Disgaea RPG: Sapphire Rhodonite
- Fire Emblem: Radiant Dawn: Mia
- Granblue Fantasy: Mary
- Phantom Breaker: Itsuki Kono
- Phantom Breaker: Battle Grounds: Itsuki Kono
- Super Smash Bros. Ultimate : Fletchling

## Discografia

### Singoli
- 2009 - LEVEL∞
- 2010 - Sunrise!
- 2010 - I Can Fly
- 2011 - Pendulum of Dignified Blue (蒼凛のペンデュラム?, Sourin no Pendulum)

### Album
- 2011 - Simply Lovely